# Seznam angleških veslačev
Seznam angleških veslačev.

## B
- Robin Bourne-Taylor

## C
- James Cracknell

## P
- Matthew Pinsent

## R
- Sir Steve Redgrave (1962)

## S
- Greg Searle
- Jonny Searle

## W
- Steve Williams (veslač)